# Rodopi (rimska provinca)
Rodopi (latinsko: Provincia Rhodopeia, grško: Ῥοδόπη [Rodópe],  Ἐπαρχία Ῥοδόπης [Èparhía Rodópes]), poznorimska in zgodnjebizantinska provinca na severni obali Egejskega morja. Bila je del dioceze Trakije, ki je spadala v pretorijansko prefekturo Vzhod (praefectura praetorio Orientis). Raztezala se je ob Rodopih in obsegala dele sodobne Zahodne Trakije v Grčiji in jugozahodno Bolgarijo. Provinco je iz uradnega glavnega mesta Trajanopola upravljal guverner ranga praeses. Po Sinekdemu iz 6. stoletja je bilo v provinci poleg prestolnice še šest mest: Maroneja, Mosinopol, Nikopol, Kereopirg (lokacija ni poznana) in Topeir (sedanji Toksotaj).  
Provinca je po vdoru Slovanov v 7. stoletju propadla, kot cerkvena metropolija pa je živela najmanj do 12. stoletja. V bizantinskem obdobju je večina njenega ozemlja spadala v temo Boleron.

## Vira
- Kazhdan, Alexander, ur. (1991). Oxford Dictionary of Byzantium. New York ; Oxford : Oxford University Press. str. 1793. ISBN 978-0-19-504652-6.
- P. Soustal (1991), Tabula Imperii Byzantini, 6. zvezek: Thrakien (Thrakē, Rodopē und Haimimontos), Dunaj, Verlag der Österreichischen Akademie der Wissenschaften, ISBN 3-7001-1898-8.